# FN Tricar
Tricar FN Type 12 T3, или FN Tricar — трёхколесный военный мотоцикл бельгийского производства компании FN Herstal, использовавшийся во время Второй мировой войны.

## История создания
К началу войны бельгийская армия располагала достаточным количеством грузовых машин, однако при необходимости перевозки относительно лёгких грузов массой до 700 кг возможности грузовиков были избыточными, при этом расходовалось большое количество топлива, изнашивался двигатель. Для перевозки подобных грузов было решено создать тяжёлый мотоцикл повышенной проходимости на базе существующего, что было осуществлено в проекте FN M12a SM. Наработки по проекту M12 использовались для создания ещё более грузоподъёмного и универсального трёхколёсного мотоцикла Tricar.

## Описание конструкции
FN Tricar представляет из себя трёхколёсный мотоцикл, созданный путём соединения передней части существующего тяжёлого мотоцикла M12 с задним мостом новой конструкции. Он устанавливается на специально разработанную для Tricar трубчатую сварную раму, на которую также крепится грузовая платформа с четырьмя пассажирскими сиденьями.
Мотоцикл способен перевозить грузы массой до 550 кг и преодолевать склоны с углом в 20°. При подключении редуктора угол преодолеваемого уклона ограничивается лишь сцеплением колёс с грунтом.

### Корпус
С мотоцикла FN M12 была позаимствована передняя часть рамы с креплением для установки переднего колеса и дополнительных агрегатов, а также двигателя. Рама создана из труб, соединённых сваркой. На ней имеется стойка треугольной формы, на которую устанавливается подвеска переднего колеса. Позади стойки располагается прямоугольный участок рамы с креплением для двигателя и агрегатов трансмиссии. Над двигателем находится труба, выполняющаяся функцию опоры для топливного бака и сиденья водителя. Обратная же часть рамы имеет крепления для соединения её с задней частью мотоцикла.

### Двигатель и трансмиссия
Вместе с передней частью у мотоцикла FN M12 для Tricar позаимствован оппозитный 2-цилиндровый двигатель FN объёмом 992 см3, развивающий мощность 22 л. с. при 3 200 об./мин. Патрубки обоих цилиндров переходят в общую выхлопную трубу, проходящую вдоль рамы всего мотоцикла и оканчивающуюся под грузовой платформой, где находится глушитель. Колёса заднего моста являются ведущими; мощность передаётся через карданный вал, проходящий под сиденьем водителя. Мотоцикл имеет четырёхступенчатую КПП с задней передачей и способен развивать скорость до 75 км/ч.

### Tricar с зенитным вооружением
В феврале 1940 года армия Бельгии поручила компании FN Herstal заказ на 88 мотоциклов Tricar с зенитным вооружением с условием выполнения к лету того же года. Мотоцикл получил модифицированную версию крупнокалиберного зенитного пулемёта Browning M1921 с водяным охлаждением для стрельбы французскими 13,2-мм патронами Hotchkiss, а также несколько опор для обеспечения устойчивости во время стрельбы, прикреплённых к задней части транспортного средства. Из-за скорой капитуляции Бельгии во Второй мировой войне заказ не был выполнен, и бельгийская армия не получила ни одного мотоцикла этого типа. Количество произведённых единиц неизвестно, известны лишь две фотографии FN Tricar с зенитным вооружением.

## Модификации
- Грузопассажирская версия — базовый вариант мотоцикла с грузовой платформой и четырьмя пассажирскими сиденьями.
- Грузовая версия — мотоцикл со снятыми с грузовой платформы сиденьями для повышенной грузоподъёмности.
- Тентованная версия — мотоцикл с дополнительной рамой, удерживающей тент. В передней части мотоцикла тент имел окна с креплениями для стёкол.
- Ремонтная версия — мотоцикл для перевозки запчастей и проведения ремонтных работ в подразделениях с мотоциклами FN Tricar.
- Версия с зенитным вооружением — мотоцикл с дополнительными опорами и 13,2-мм зенитным пулемётом FN-Browning.
- Пожарная версия — версия с выдвижной лестницей и пожарным рукавом, использовавшаяся компанией FN Herstal на собственном предприятии.
- Бронированная версия — прототип.
- Фургон — модификация 1947 года, подразумевающая установку кабины для водителя на переднюю часть мотоцикла и закрытого кузова на грузовую платформу.

## Служба и боевое применение
Представленный в 1939 году, Tricar был хорошо принят бельгийской армией. К маю 1940 года было заказано и поставлено в бельгийские войска около 331 единицы. Три единицы Tricar были экспортированы в страны Южной Америки, предположительно — в Бразилию, а также в Голландскую Ост-Индию и Португалию. После капитуляции Бельгии FN Tricar ограниченно использовались силами вермахта.

## Сохранившиеся экземпляры
На данный момент известно о существовании всего шести экземпляров FN Tricar в мире, принадлежащих различным частным коллекционерам, однако документально подтверждены лишь следующие два:
| Тип                                  | Местонахождение                                                                         | Изображение |
| ------------------------------------ | --------------------------------------------------------------------------------------- | ----------- |
| FN Tricar (грузопассажирская версия) | Музей техники в Самаре «Мотомир Вячеслава Шеянова» — Самара, Самарская область, Россия. |             |
| FN Tricar (фургон)                   | Autoworld — Брюссель, Бельгия                                                           |             |

## Операторы
- Бельгия
- Голландская Ост-Индия
- Португалия — отправленный образец проходил испытания.
- Нацистская Германия — ограниченное использование.